# Liste von Bergen der Landschaft Davos
Die Liste von Bergen der Landschaft Davos umfasst die wichtigsten Erhebungen, welche im Gemeindegebiet von Davos liegen. Die Landschaft Davos ist inneralpin gelegen an der Grenze zwischen Ost- und Westalpen, sowie der Plessuralpen, Albula-Alpen, und des Silvretta.

## Liste
| Berg              | Höhe [m.Ü.M] | Gebirge      | Bild |
| ----------------- | ------------ | ------------ | ---- |
| Alteingrat        | 2377         | Plessuralpen |      |
| Gotschnagrat      | 2281         | Plessuralpen |      |
| Casanna           | 2557         | Plessuralpen |      |
| Schwarzhorn       | 2670         | Plessuralpen |      |
| Weissfluhjoch     | 2692         | Plessuralpen |      |
| Schiahorn         | 2709         | Plessuralpen |      |
| Strela            | 2636         | Plessuralpen |      |
| Chüpfenflue       | 2658         | Plessuralpen |      |
| Chörbsch Horn     | 2651         | Plessuralpen |      |
| Mederger Flue     | 2706         | Plessuralpen |      |
| Schafgrind        | 2636         | Plessuralpen |      |
| Tiejer Flue       | 2781         | Plessuralpen |      |
| Schwarzhorn       | 2759         | Plessuralpen |      |
| Furggahorn        | 2727         | Plessuralpen |      |
| Amselflue         | 2781         | Plessuralpen |      |
| Strel             | 2674         | Plessuralpen |      |
| Valbellahorn      | 2764         | Plessuralpen |      |
| Sandhubel         | 2764         | Plessuralpen |      |
| Hüreli            | 2444         | Silvretta    |      |
| Pischahorn        | 2980         | Silvretta    |      |
| Gorihorn          | 2905         | Silvretta    |      |
| Seehorn           | 2238         | Silvretta    |      |
| Flüela Wisshorn   | 3085         | Silvretta    |      |
| Chlein Schwarhorn | 2968         | Albula-Alpen |      |
| Schwarzhorn       | 3146         | Albula-Alpen |      |
| Radüner Rothorn   | 3022         | Albula-Alpen |      |
| Chilbiritzenspitz | 2864         | Albula-Alpen |      |
| Piz Grialetsch    | 3131         | Albula-Alpen |      |
| Scalettahorn      | 3068         | Albula-Alpen |      |
| Chüealphorn       | 3077         | Albula-Alpen |      |
| Augustenhüreli    | 3027         | Albula-Alpen |      |
| Leidhorn          | 2934         | Albula-Alpen |      |
| Bocktenhorn       | 3044         | Albula-Alpen |      |
| Gfroren Horn      | 2747         | Albula-Alpen |      |
| Wuosthorn         | 2815         | Albula-Alpen |      |
| Felahorn          | 2729         | Albula-Alpen |      |
| Börterhorn        | 2697         | Albula-Alpen |      |
| Tällihorn         | 2684         | Albula-Alpen |      |
| Witihüreli        | 2635         | Albula-Alpen |      |
| Jatzhorn          | 2682         | Albula-Alpen |      |
| Jakobshorn        | 2590         | Albula-Alpen |      |
| Mittaghorn        | 2735         | Albula-Alpen |      |
| Plattenflue       | 3013         | Albula-Alpen |      |
| Hoch Ducan        | 3063         | Albula-Alpen |      |
| Chlein Ducan      | 3004         | Albula-Alpen |      |
| Büelenhorn        | 2513         | Albula-Alpen |      |
| Gletscher Ducan   | 3020         | Albula-Alpen |      |
| Chrachenhorn      | 2891         | Albula-Alpen |      |
| Älplihorn         | 3006         | Albula-Alpen |      |
| Leidbachhorn      | 2908         | Albula-Alpen |      |
| Rinerhorn         | 2528         | Albula-Alpen |      |
| Gipshorn          | 2814         | Albula-Alpen |      |
| Stulsergrat       | 2678         | Albula-Alpen |      |
| Büelenhorn        | 2808         | Albula-Alpen |      |